# سلساتا
مزرعة سلساتا هي إحدى القرى اللبنانية من قرى قضاء راشيا في محافظة البقاع.
وهي تابعة عقاريا لبلدة كفرمشكي في قضاء راشيا.
تم إدراج اسم مزرعة سلساتا ضمن لوائح القرى اللبنانية وفقاً للقانون رقم 627 تاريخ 20/11/2004.